# Trouée d’Arenberg
Die Trouée d’Arenberg ist ein 2300 Meter langer, gerader Waldweg auf dem Gebiet der Gemeinde Wallers (Ortsteil Arenberg) im französischen Département Nord. Der denkmalgeschützte Weg wird seit 1968 im Radrennen Paris–Roubaix befahren und gilt seitdem als Symbol dieses Kopfsteinpflasterklassikers. Er wird bisweilen auch als Tranchée/Schneise oder Wald von Arenberg bezeichnet, auf Niederländisch auch als Bos van Wallers (Wald von Wallers). Der offizielle Straßenname lautet „La Drève des Boules d’Hérin“ (Kugelallee von Hérin).

## Charakteristik
Die Trouée d’Arenberg besteht im Alltag aus einem gut befahrbaren Waldweg, neben dem ein Kopfsteinweg entlangführt. Anlässlich des Rennens wird der Waldweg abgesperrt, so dass die Fahrer zur Benutzung der Kopfsteine gezwungen sind. Der Sektor ist einer von dreien, die der höchsten Schwierigkeitsstufe von fünf Sternen zugeordnet sind (neben Mons-en-Pévèle und dem Carrefour de l’Arbre). Die besondere Herausforderung liegt in der Unregelmäßigkeit der Pflastersteine.
Wenngleich die Trouée d’Arenberg fast 100 km vor dem Ziel in Roubaix liegt, hat dieser Kopfsteinpflasterabschnitt oft vorentscheidenden Charakter. Das Hauptfeld, das bis hierhin meist noch geschlossen ankommt, zerfällt aufgrund der Schwierigkeit oder infolge von Stürzen in mehrere Gruppen, auch technische Pannen sind üblich. Fahrer, die hier abgehängt werden, haben kaum noch eine Chance, entscheidend in den Ausgang des Rennens einzugreifen. Teamfahrzeuge dürfen diesen Abschnitt nicht befahren, stattdessen sind Helfer mit Ersatzteilen entlang des Wegs postiert.
Bis 2023 wurde der Sektor über die Avenue Michel Rondet angefahren, die über 800 Meter schnurgerade und leicht abfallend auf den Sektor zuführt, so dass die Fahrer mit hoher Geschwindigkeit auf den Sektor trafen. Dies und die Tatsache, dass das Peloton zu diesem Zeitpunkt meist noch viele Fahrer zählt, führte insbesondere zu Beginn des Sektors zu zahlreichen Unfällen. 2024 reagierten die Veranstalter auf die Kritik: Die Fahrer mussten 2024 unmittelbar vor dem Beginn des Sektors eine Verkehrsinsel umrunden, um mit verminderter Geschwindigkeit in den Sektor einzufahren. Dies gelang auch ohne große Probleme, zumal die Führungsgruppe schon eher klein war. 2025 wird stattdessen ein Umweg über das Zechengelände genommen, so dass die Fahrer nach einer Linkskurve in den Sektor einfahren.

## Geschichte
Die Trouée d’Arenberg wurde 1968 vom Radprofi Jean Stablinski zur Aufnahme in das Radrennen Paris-Roubaix vorgeschlagen. Der Radsport-Weltmeister von 1962 kannte diesen Weg, da er vor seiner Profikarriere als Bergmann in Wallers auf der benachbarten Zeche Arenberg, der fosse Auguste d’Arenberg (benannt nach Auguste d’Arenberg, 1837–1924), gearbeitet hatte und daher ortskundig war. Er pflegte zu sagen, dass er der einzige Radprofi sei, der die Strecke sowohl unter Tage als auch über Tage kenne. Zu Beginn des Sektors wurde 2008 ein Denkmal für Jean Stablinski errichtet.
Von 1974 bis 1983 wurde die Strecke geschlossen, gehört jedoch seitdem mit Ausnahme des Jahres 2005 wieder zum festen Bestandteil von Paris-Roubaix. Nach einem schweren Unfall des Weltcupführenden Johan Museeuw im Jahre 1998 wurde die Trouée d’Arenberg mehrfach modifiziert. Seit 1999 wird die Strecke in umgekehrter Richtung unter Bewältigung eines kleinen Höhenunterschieds befahren, um das Tempo zu reduzieren. 2005 wurde die Trouée d’Arenberg für 250.000 Euro renoviert und dabei ihre ursprüngliche Breite von drei Metern wiederhergestellt.

## Bildergalerie

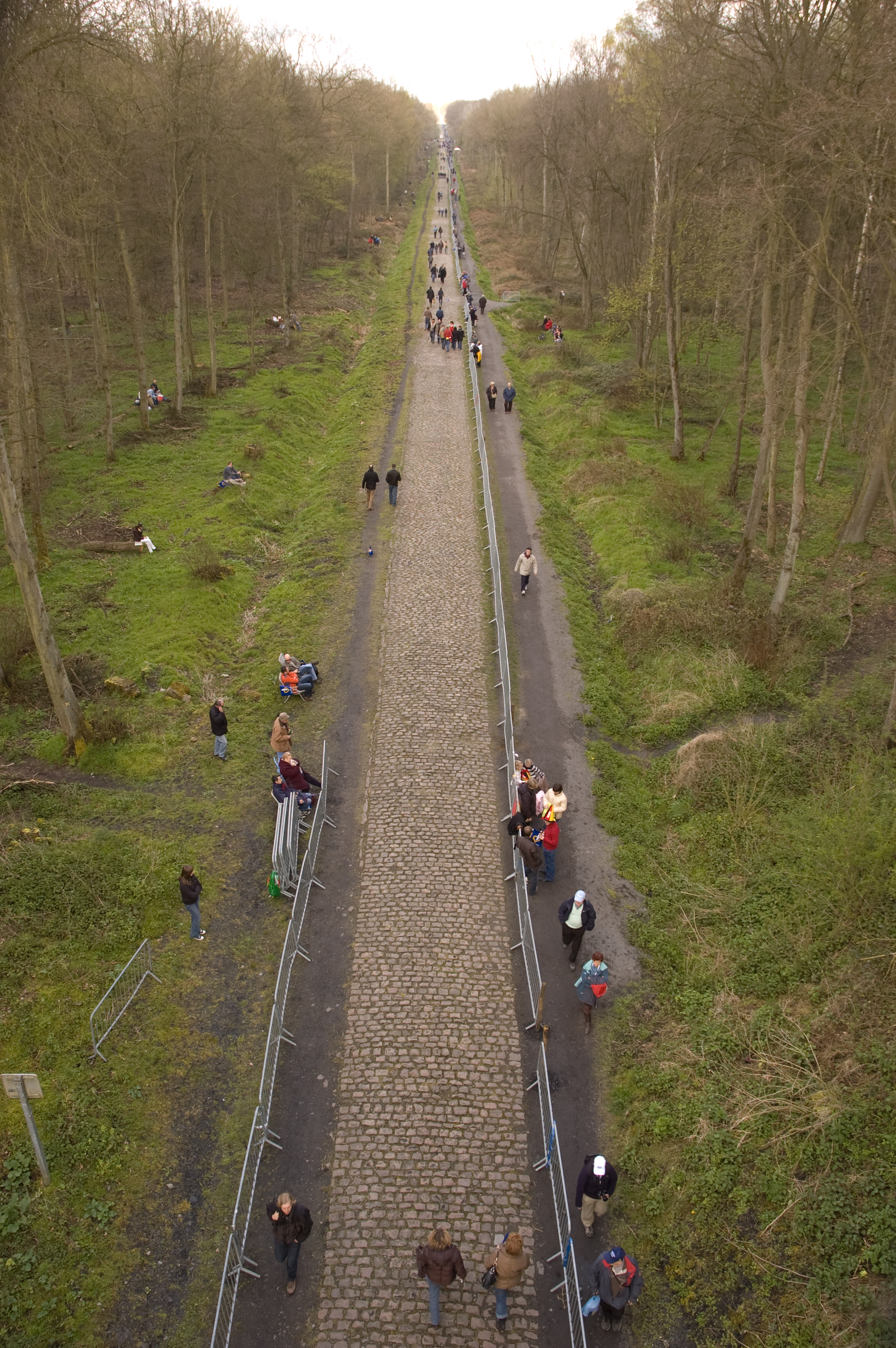
Ein Blick auf die Trouée d’Arenberg vor dem Rennen
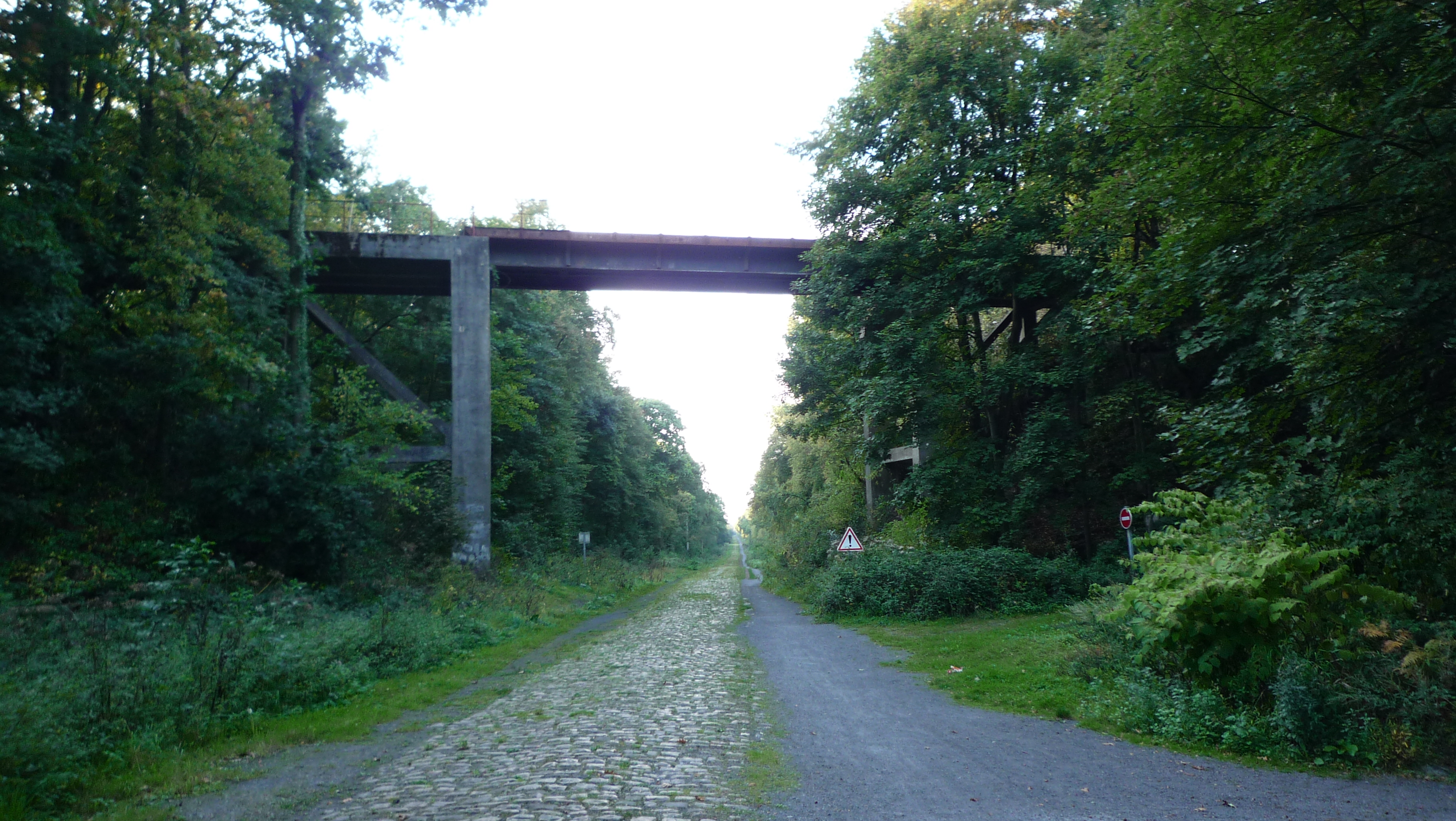
Brücke über den Weg zu Beginn des Sektors
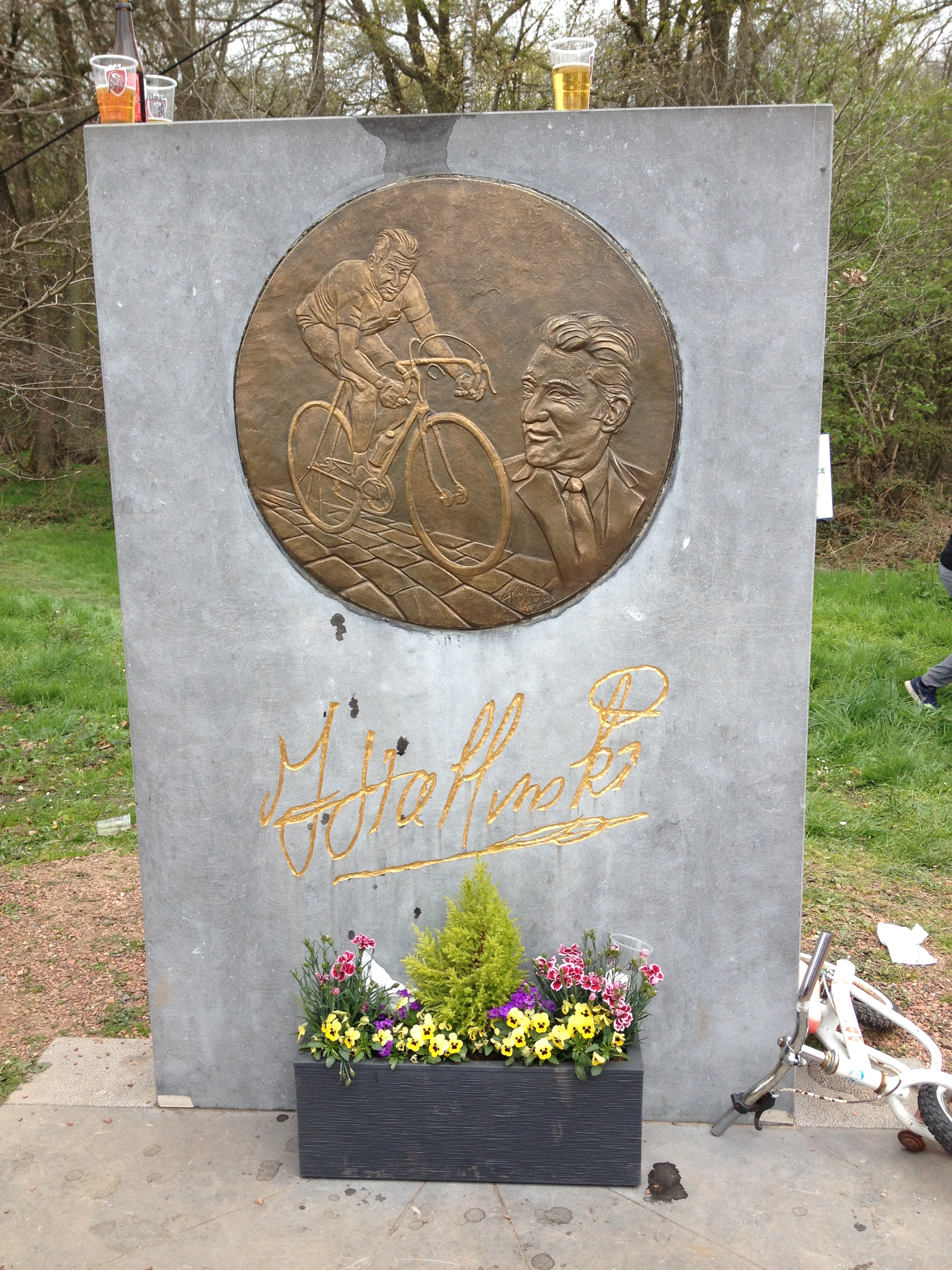
Jean-Stablinski-Denkmal zu Beginn der Trouée
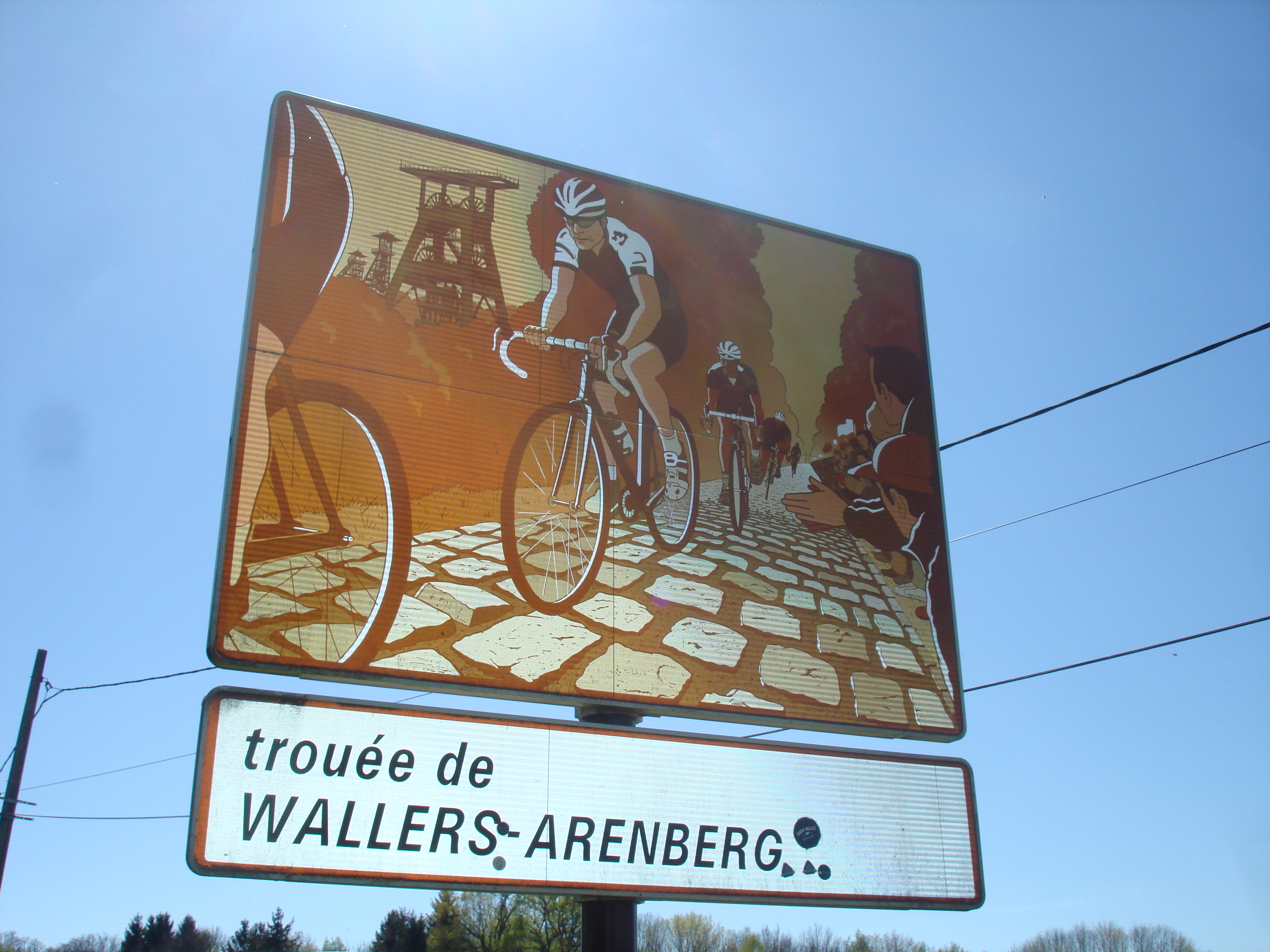
Touristisches Hinweisschild auf die Trouée d’Arenberg
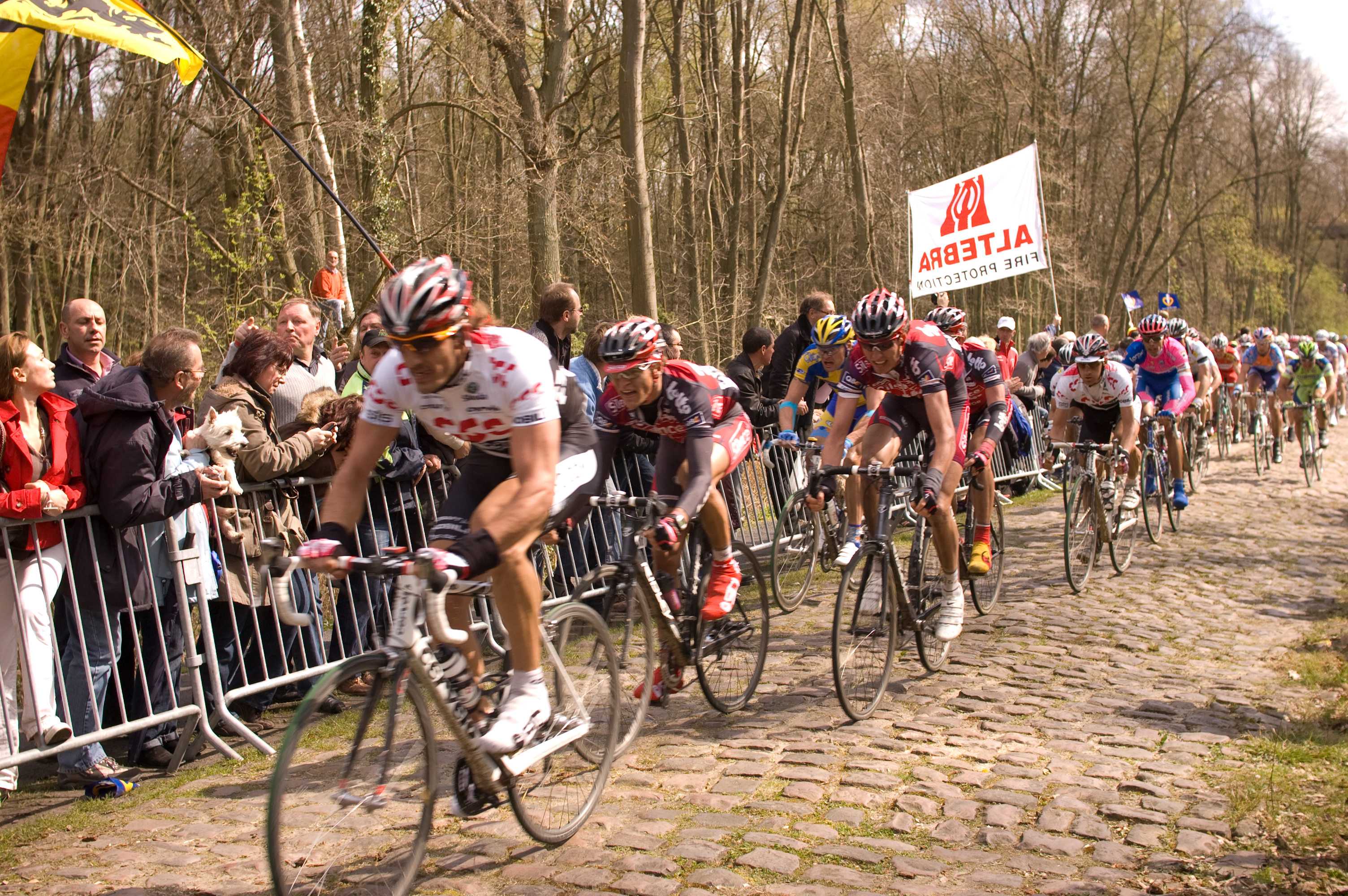
Passage des Rennens 2008